# Rare Exports, Inc.
Pour plus de détails, voir Fiche technique et Distribution.
Rare Exports, Inc. est un court métrage finlandais de 2003 réalisé par Jalmari Helander. Il peut être visionné en ligne dans sa version originale en anglais (voir les liens externes). Il précède le court métrage Rare Exports : The Safety Instructions (2005) et le long métrage Père Noël origines (2010).

## Synopsis
Créée en 2003, cette réalisation relate les aventures de trois chasseurs à l’origine d’un projet singulier : The Rare Exports Company. Partis traquer une proie très convoitée en Laponie, le Père Noël, ils entraînent le spectateur dans une course-poursuite à travers champs. Leur business prend toute sa signification à quelques semaines de la fête de Noël. En effet, leur but est d’exporter des Pères Noël par-delà les frontières pour combler tous les enfants qui y croient encore.
Afin de rendre leur partie de chasse fructueuse, les chasseurs affûtent leurs yeux et aiguisent leur flair. Grâce à ces atouts, ils parviennent à capturer un Père Noël se déplaçant dans le plus simple appareil. Entre les mains de ses bourreaux, le vieil homme va devoir suivre un entraînement intensif dans le but de devenir un Père Noël exemplaire (gestes tendres et mots gentils à l’égard des enfants).
Cet apprentissage ne sera pas une mince affaire et le vieillard devra passer par la torture pour réussir à intégrer l’ensemble des faits et gestes d’un Père Noël digne de ce nom. Va-t-il réussir à être coiffé de l’incontournable bonnet rouge et blanc, précieux sésame certifiant ses nouvelles aptitudes ?

## Distribution
- Tommi Korpela : le marker, l’homme aux jumelles
- Jorma Tommila : le sniper, le tireur embusqué
- Tazu Ovaska : le tracker, le chasseur traqueur
- Otso Tarkela : un Père Noël
- Jonathan Hutchings : le narrateur